# Ветчины
Ветчи́ны — деревня в Лужском районе Ленинградской области. Входит в Толмачёвское городское поселение.

## История
В XV—XVI веках земли деревни Ветчины относились к Дремяцкому погосту Новгородского уезда, однако в писцовых книгах Шелонской пятины деревня не упоминается.
По итогам переписи 1710 года деревня Ветчины в Дремяцком погосте была приписана к приходу выставки Красные Горы и принадлежала помещикам: Александру Григорьеву сыну Баранову (1 двор крестьянский, 1 двор нищецкий); Григорью Иванову сыну Кушелеву (1 бобыльский двор); Лукьяну, Еремею и Ивану Семеновым детям Ододурова (1 крестьянский двор); помимо этого, в деревне находился 1 двор посадского человека.
Как деревня Ветчина она обозначена на карте Санкт-Петербургской губернии 1792 года А. М. Вильбрехта.

ВЕТЧИНЫ — деревня принадлежит лейтенанту флота Либгарту, число жителей по ревизии: 37 м. п., 40 ж. п.; 

ВЕТЧИНЫ — деревня принадлежит Ораниенбаумскому дворцовому правлению, число жителей по ревизии: 7 м. п., 10 ж. п. (1838 год)

ВЕТЧИННА — деревня Ведомства государственного имущества, по просёлочной дороге, число дворов — 14, число душ — 44 м. п. (1856 год)

ВЯТЧИНЫ (ВЕТЧИНЫ) — деревня, число жителей по X-ой ревизии 1857 года: 40 м. п., 52 ж. п.

ВЯТЧИНКА — деревня казённая и мещанская при ручье безымянном, число дворов — 18, число жителей: 41 м. п., 54 ж. п.; Часовня православная. (1862 год)

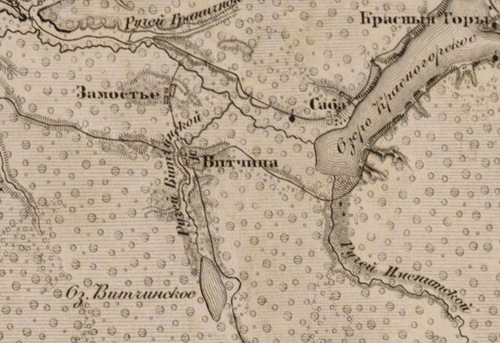
Деревня Ветчины на карте 1863 года

Согласно подворной описи 1882 года:

ВЯТЧИНЫ (ВЕТЧИНЫ) — деревня Красногорского общества Красногорской волости
  
домов — 36, душевых наделов — 40, семей — 23, число жителей — 54 м. п., 62 ж. п.; разряд крестьян — государственные

Сборник Центрального статистического комитета описывал её так:

ВЕТЧИНА — деревня бывшая государственная при озере Ветчинском, дворов — 19, жителей — 100; часовня, лавка. (1885 год)

Согласно материалам по статистике народного хозяйства Лужского уезда 1891 года, одно имение при деревне Витчины площадью 4886 десятин принадлежало торговому дому «Зиновьев и К°», имение было приобретено в 1879 году за 40 000 рублей; второе имение, площадью 1798 десятин, принадлежало местным крестьянам М. В. Васильеву и В. Д. Тихомирову, имение было приобретено в 1886 году за 25 000 рублей; ещё два имения по 7 десятин принадлежали лифляндским уроженцам А. И. Андерсону и Е. Каупу, они были приобретены в 1883 году за 200 рублей каждое; пятое имение принадлежало мещанину Е. К. Сахрову, который содержал в деревне мелочную лавку. Кроме того, пустошь при деревне площадью 563 десятины, принадлежала дворянам: Маргарите Григорьевне Брюлловой, Александру Лихонину, Вере и Надежде Петровым.
В конце XIX — начале XX века деревня административно относилась к Красногорской волости 1-го стана Лужского уезда Санкт-Петербургской губернии.
По данным «Памятных книжек Санкт-Петербургской губернии» за 1900 и 1905 годы, земли деревни были поделены на несколько частей, которые принадлежали: дворянам Александру Григорьевичу Лихонину и детям Маргариты Григорьевны Брюлловой 2 части; дворянам «Торгового дома Зиновьевых и К°» города Нарва 4887 десятин; потомственному почётному гражданину Артуру Александровичу Кирштену 884 десятины; мещанину Егору Сахарову 23 десятины; мещанину Сергею Александровичу Скородумову 398 десятин. По данным «Памятной книжки Санкт-Петербургской губернии» за 1905 год деревня называлась Витчина.
Деревня входила в приход Знаменской церкви в селе Красные Горы. Деревенские праздники: Святых апостолов Петра и Павла — 29 июня (12 июля); Преображения Господня — 6 августа (19 августа).
С 1917 по 1927 год деревня Ветчины входила в состав Ветчинского (Польского) сельсовета Красногорской волости Лужского уезда.

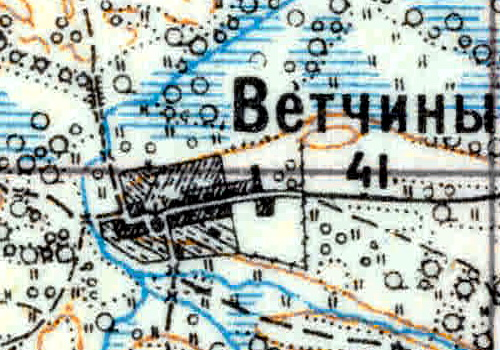
План деревни Ветчины. 1926 год

В 1926 году деревня насчитывала 41 крестьянский двор. В центре деревни находилась часовня.
С февраля 1927 года деревня входила в состав Ветчинского (Польского) сельсовета Толмачёвской волости, а с августа в состав Лужского района.
По данным 1933 года деревня Ветчины являлась административным центром Ветчинского сельсовета Лужского района, в который входили 8 населённых пунктов: деревни Ветчины, Малые Ветчины, Замостье, Именицы, Поля, Сабцы, Сутоки и пустошь Черень, общей численностью 730 человек.
По данным 1936 года в состав Ветчинского сельсовета входили 8 населённых пунктов, 197 хозяйств и 6 колхозов.
Согласно областным административным данным, до 1939 года часть деревни Ветчины учитывалась, как отдельная деревня Ветчины Малые.
Деревня была освобождена от немецко-фашистских оккупантов 10 февраля 1944 года.
В 1965 году население деревни составляло 125 человек.
По данным 1966 и 1973 годов деревня Ветчины входила в состав Красногорского сельсовета.
По данным 1990 года деревня Ветчины находилась в составе Толмачёвского сельсовета.
В 1997 году в деревне Ветчины Толмачёвской волости проживали 26 человек, в 2002 году — 23 человека (русские — 83 %).
В 2007 году в деревне Ветчины Толмачёвского ГП — 19 человек.

## География
Деревня расположена в центральной части района на автодороге 41К-698 (Высокая Грива — Ветчины — Именицы), к югу от автодороги 41А-186 (Толмачёво — автодорога «Нарва»).
Расстояние до административного центра поселения — 43 км.
Расстояние до ближайшей железнодорожной станции Толмачёво — 35 км.

## Демография
| 1862 | 2007 | 2010 | 2017 |
| ---- | ---- | ---- | ---- |
| 95   | ↘19  | ↘12  | ↗20  |

## Транспорт
Злектричка от Санкт-Петербурга с Балтийского вокзала, до платформы Партизанская.
Автобусы № 110, 110А, 110Б, 11 остановок.

## Памятники
Памятный знак на месте расстрела местных жителей. Расположен в 1 км к востоку от деревни Ветчины. Номер записи в Книге Памяти — 12090. Дата внесения: 15.02.2012.

Мемориал
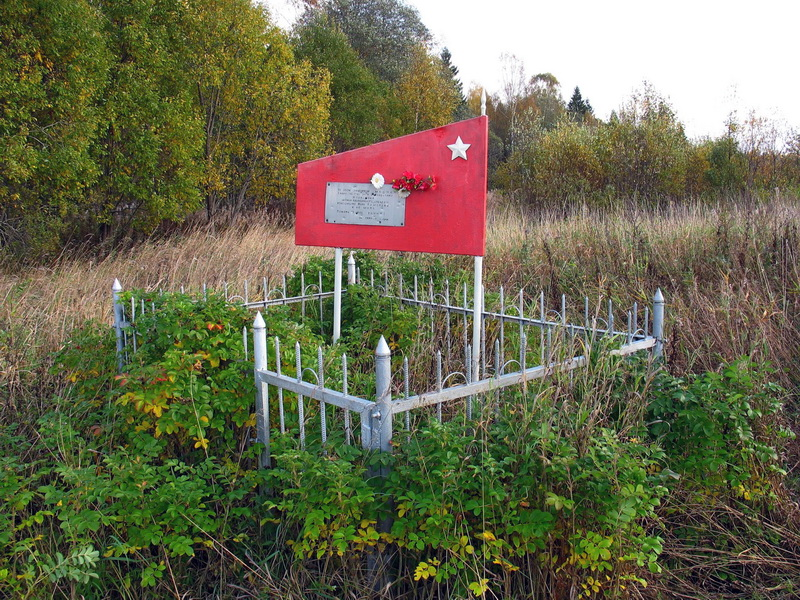
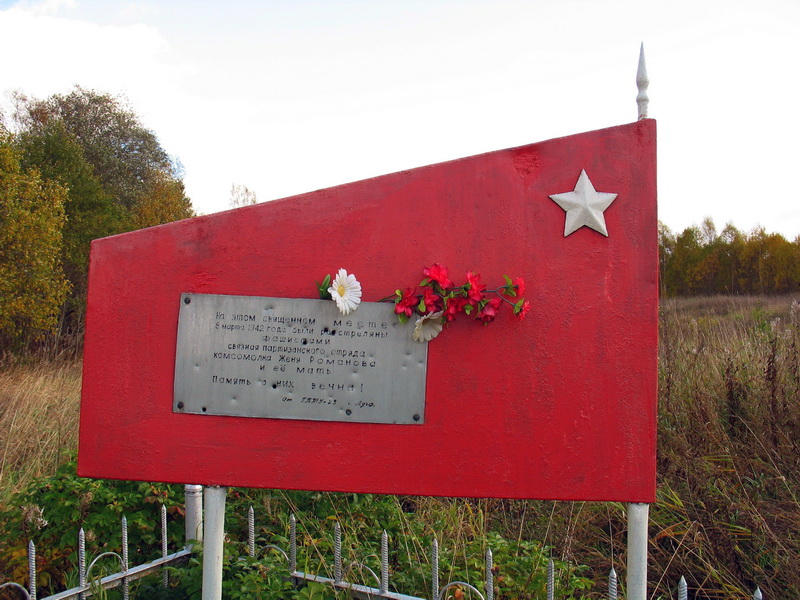
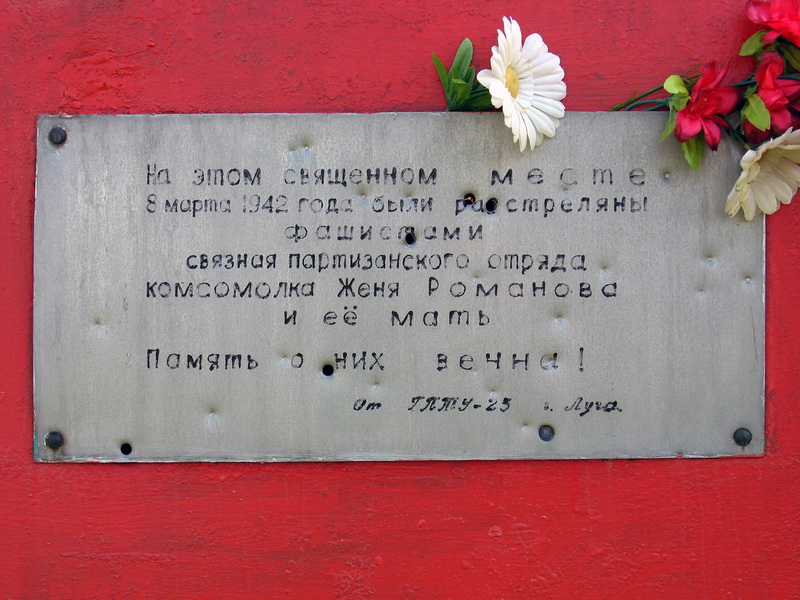

Вблизи этого места 8 марта 1942 года были расстреляны эстонскими карателями: Романова Мария Константиновна — жена командира партизанского отряда Романова М. В., Романова Евгения Михайловна — дочь командира партизанского отряда Романова М. В., связная отряда, и Романова Ольга Харитоновна — жена партизана Романова И. В. Похоронены на старом кладбище в деревне Красные Горы, недалеко от церкви в честь иконы Божией Матери «Знамение» (номер в Книге Памяти 12166). Текст на памятном знаке: «На этом священном месте 8 марта 1942 года были расстреляны фашистами связная партизанского отряда комсомолка Женя Романова и её мать. Память о них вечна! От ГПТУ-25, г. Луга».

## Достопримечательности
- Часовня во имя святых апостолов Петра и Павла, 1922 года постройки, восстановлена[14]

## Фото

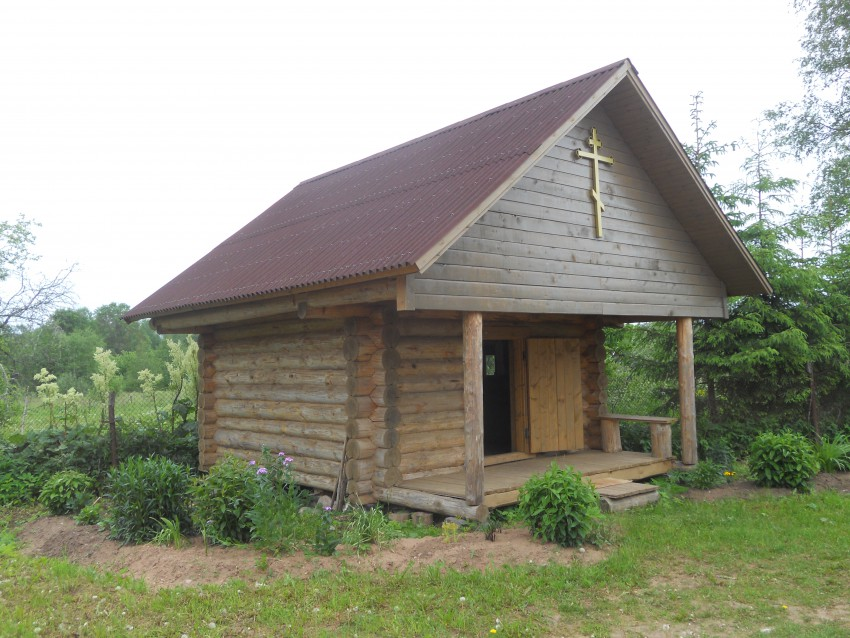
Часовня имени Петра и Павла
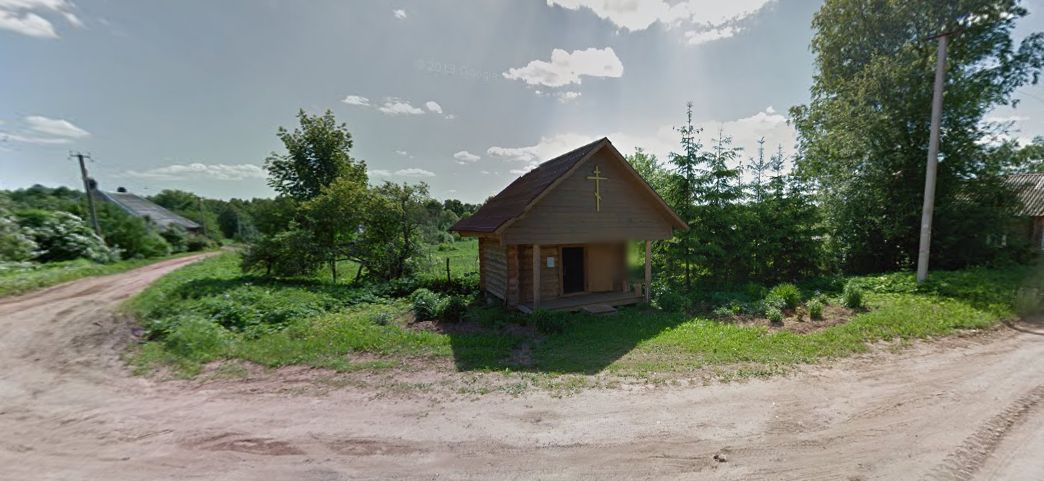
Часовня имени Петра и Павла
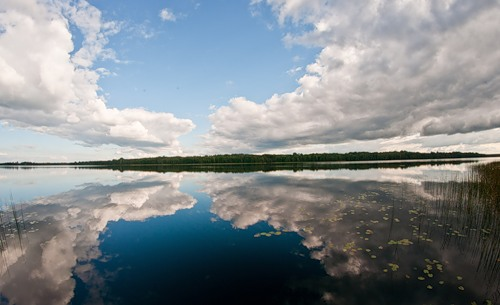
Озеро Красногорское. 2,8 км
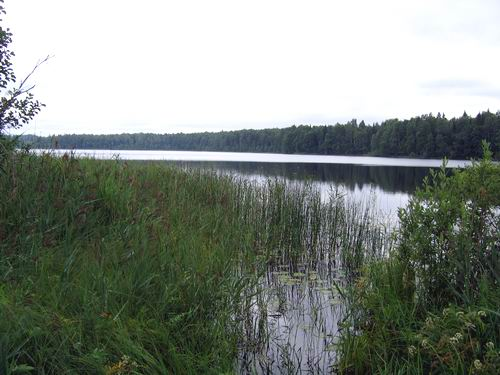
Озеро Ветчинское. 2 км
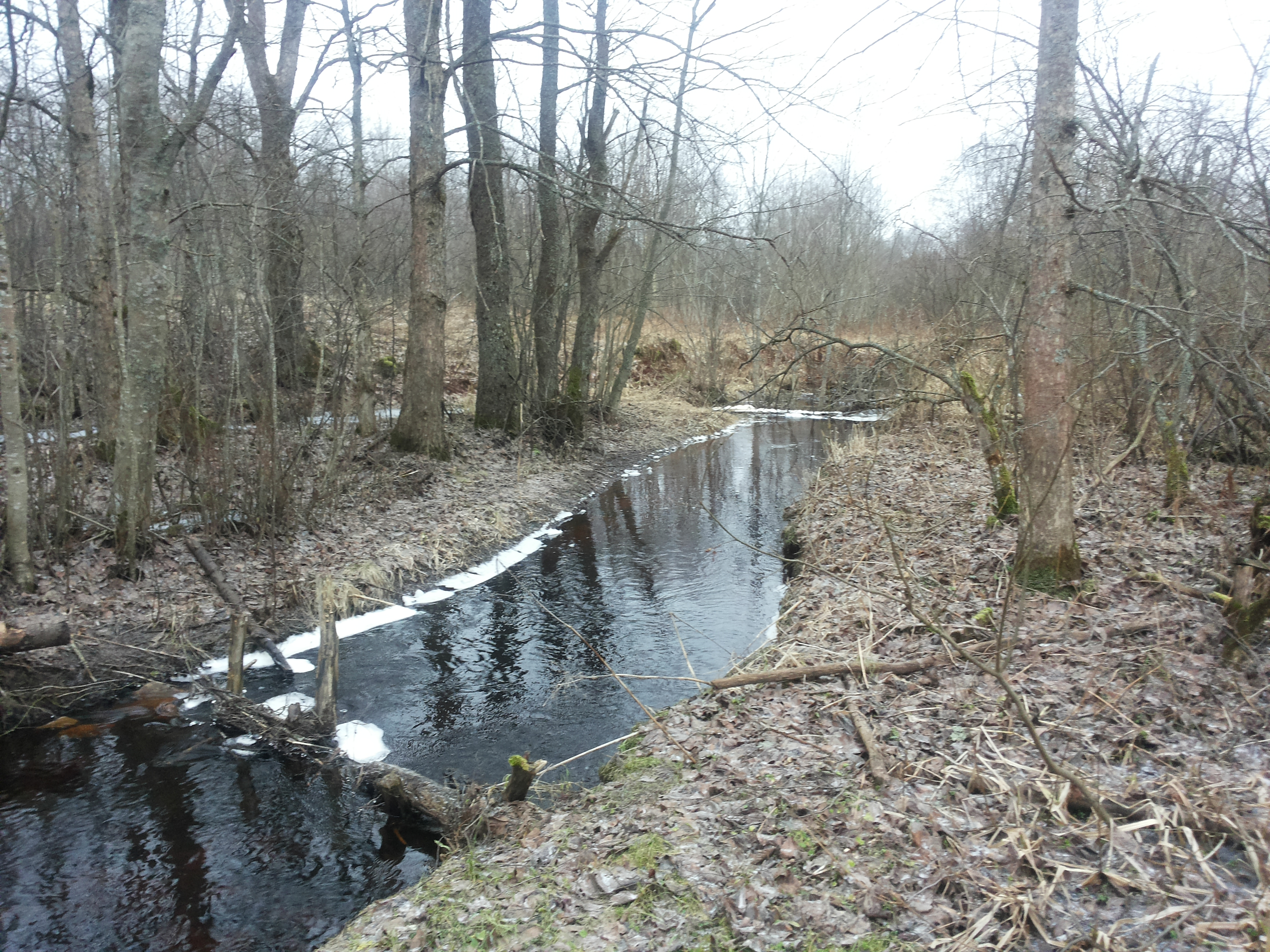
Ручей Витчинской
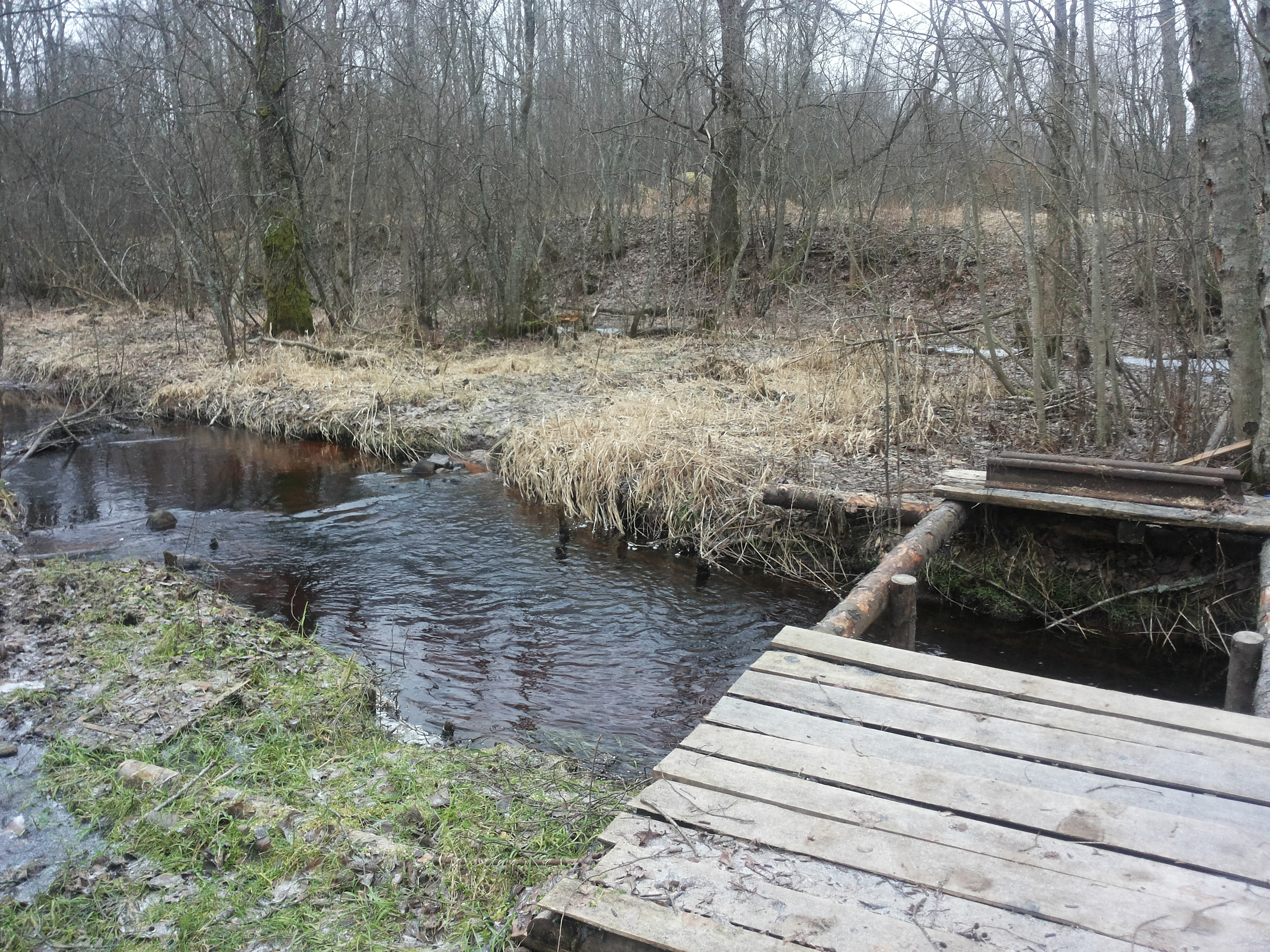
Ручей Витчинской

## Инфраструктура
Таксофон.